# Laser Mission
Pour plus de détails, voir Fiche technique et Distribution.
Laser Mission ou Fire Mission est un film allemand réalisé par BJ Davis, sorti en 1989.

## Synopsis
Un mercenaire, Michael Gold, est envoyé pour convaincre le Dr. Braun, un spécialiste des lasers de rejoindre les États-Unis avant qu'il ne soit recruté par le KGB.

## Fiche technique
- Titre : Laser Mission ou Fire Mission
- Réalisation : BJ Davis
- Scénario : David A. Frank et Phillip Gutteridge
- Musique : David Knopfler
- Photographie : Hans Kühle Jr.
- Montage : E. Selavie, Robert Simpson et Bob Yrtuc
- Société de production : Azimuth, Interfilm L.A., IMV et Karat Film International
- Pays de production :  États-Unis,  Allemagne de l'Ouest et  Afrique du Sud
- Genre : Action, aventure et thriller
- Durée : 84 minutes
- Dates de sortie : 
  - Allemagne de l'Ouest : novembre 1989 (vidéo)
  - Japon : 1990

## Distribution
- Brandon Lee : Michael Gold
- Debi A. Monahan : Alissa
- Ernest Borgnine : le professeur Braun
- Richard Cox : Calloway
- Graham Clarke : le colonel Kalishnakov
- Gerry de Somma : Ernesto
- Lisa Griffin : la fille de Braun
- Werner Pochath : Eckhardt
- Pierre Knoesen : Manuel
- Maureen Lahoud : Roberta

## Accueil
Jon Casimir pour The Sydney Morning Herald n'a pas aimé le film, trouvant le jeu d'acteur pauvre et le scénario et les scènes d'actions peu convaincantes.